# Langage sexiste
 (mai 2010).
Si vous disposez d'ouvrages ou d'articles de référence ou si vous connaissez des sites web de qualité traitant du thème abordé ici, merci de compléter l'article en donnant les références utiles à sa vérifiabilité et en les liant à la section « Notes et références ».
Un langage sexiste se caractérise par l'emploi d'expressions à caractère sexiste. Une même expression peut être perçue comme sexiste ou non en fonction des époques, des cultures  mais aussi des situations sociologiques, voire des caractères. Le sexisme apparaît dans le discours quand apparaît une différenciation envers quelqu'un, sur le critère de son sexe, de façon notoirement déplacée pour une situation donnée.

## Langue française
Plusieurs branches du féminisme français prônent l’usage de variantes du français écrit ou de codes alternatifs à l’oral (voir « langage non sexiste ou épicène »). Parmi ceux-ci, la féminisation des noms de métiers et de fonctions souvent masculinisés, ce qui permet une meilleure visibilité des femmes de plus en plus nombreuses à travailler dans ces professions ou fonctions.
Par exemple, madame le ministre/le professeur/l’auteur/le préfet/l’ambassadeur deviennent alors madame la ministre/la professeure/l’auteure/la préfète/l’ambassadeure. Ce procédé permet une perception plus sexuée de ces professions et fonctions comme le souligne Geneviève Fraisse dans La Fabrique du féminisme.

### Misogynie et langage
La misogynie peut passer inaperçue à la conscience lorsqu'elle est portée par le langage. Dans la langue française, par exemple, on peut remarquer que le mot « homme » peut être porteur d'ambiguïté car il est plurivoque, pouvant se référer de façon spécifique (à un individu), générique (au genre masculin) ou universel (à l'humanité).
Dans la langue française les genres grammaticaux masculin et féminin sont dits  « genre non-marqué » pour le masculin  et « genre marqué au  féminin . Ainsi, un groupe d'étudiants est composé d'hommes, de femmes ou d'un ensemble des deux tandis qu'un groupe d'étudiantes est exclusivement composé de femmes. L'accord des groupes de mots mixtes (ex : un étudiant et une étudiante) se fait en utilisant le genre non marqué.
À noter que dans certaines langues[Lesquelles ?], c’est l’inverse avec l’utilisation d’un « genre non-marqué » féminin pluriel  dans la plupart des situations et l’utilisation d’un « genre marqué » masculin pluriel  seulement lorsqu’il est question d’un groupe composé exclusivement d’hommes.

### Féminisation des titres professionnels

#### En Belgique
Bien que fortement influencés par les usages formels de la langue française telle que parlée en France, les francophones de Belgique pratiquent ces usages avec généralement moins de rigidité. C'est en général dans les milieux plus baignés dans ou proches de la culture livresque ou littéraire française, et socialement plus conservateurs, que la rigidité d’un langage réputé phallocrate aura tendance à être maintenue, alors que dans les milieux populaires les féminisations « instinctives » n’ont jamais été rares (pour preuve l’ancienneté des termes « policière », « avocate » ou « présidente »).
C’est ainsi que les francophones de Belgique se sont révélés sensibles aux débats sur la féminisation qui avaient lieu, dans les années 1980, surtout dans les classes politiques et de l’administration françaises. Pourtant, l’issue aura été différente de la France, où le débat s’est heurté à une plus vive résistance. Le 21 juin 1993, le gouvernement de la Communauté française de Belgique adopte le Décret « relatif à la féminisation des noms de métier, fonction, grade ou titre», en optant pour une application très large des dispositions de ce décret dans les limites des attributions de la Communauté française. La féminisation est de mise dans les administrations de la Communauté ou dans celles situées en région de langue française, ainsi que dans les ouvrages d’enseignement ou de recherche utilisés dans les établissements relevant de la Communauté française et même de ceux n’étant que partiellement financés par elle. Cet acte est relayé dès décembre de la même année par un arrêté d’application du Gouvernement de la Communauté (entérinant un avis du Conseil supérieur de la langue française, Conseil alors présidé par le linguiste Jean-Marie Klinkenberg). Ce rapport établit les règles de féminisation, règles dont devront tenir compte les intéressés au sens du décret de juin 1993. Le Service de la langue française de la Communauté française de Belgique publie à cette occasion, sous le titre de Mettre au féminin, un manuel informatif de règles et de conseils d’usage à l’attention des administrations, éditeurs et établissements d’enseignement francophones de Belgique, comportant une riche liste de termes.
Si la féminisation est assez largement répandue au début du XXIe siècle parmi les francophones de Belgique, le découpage administratif très complexe de la Belgique fait que la féminisation n’est pas uniformément pratiquée dans tous les domaines administratifs ou publics de langue française (puisque tous ne relèvent pas de l’autorité de la Communauté française, comme les autorités fédérales et régionales bruxelloises), y compris dans des lieux où l’on se serait attendu à ce qu’elle le soit comme dans les universités (où certaines puristes ne semblent pas hésiter à se dénommer elles-mêmes par exemple directeur de recherche ou promoteur de mémoire), ce qui confirme l’esprit de liberté d’usage qu’a voulu conserver le décret en dehors du champ administratif.
La logique de ces nouvelles règles est en effet de nature pragmatique plutôt que revendicatrice. Il est surtout question d’« assurer au mieux la visibilité des femmes » plutôt que de vouloir remédier à une phallocratie dénoncée. Bien que l’on parle toujours de formulations « sexistes », l’usage générique de termes masculins n’est officiellement pas perçu comme privilégiant les hommes (mais, sous-entend-on, comme incluant les femmes). Ainsi, les nouvelles règles d’usage[Depuis quand ?] privilégient l’intelligibilité du texte et sa lisibilité sur le souci de féminisation ; il est donc conseillé de ne pas abuser des « formulations écrites qui n’ont pas de correspondant oral » comme « employé-e-s », « restaurateur/trice » ou même « étudiant(e) ». Les nouvelles règles limitent aussi l’imposition de néologismes et innovations linguistiques en considérant par exemple qu’une féminisation du seul déterminant peut suffire à des mots tels ceux se déclinant en « une professeur » ou « une docteur », tout en laissant un nombre d’entre-eux au libre choix des usagers quant au cas des formes en –eure, tel que  une professeure ou une docteure, qui sont par ailleurs privilégiées au Québec et en Suisse.

#### En France
En 1984 est créée, à l'initiative d'Yvette Roudy, la première commission de terminologie chargée d'étudier l'emploi du féminin pour les noms de métiers, les fonctions, les grades et les titres. Cette initiative fut reçue par des commentaires critiques, tels que celui du Figaro Magazine « enjuponnement du vocabulaire » ou celui de France-Soir « clitocratie ».
En 1986, la circulaire de Laurent Fabius affirme que « l’accession des femmes […] à des fonctions de plus en plus diverses, est une réalité qui doit trouver sa traduction dans le vocabulaire » et demande l’utilisation de la terminologie issue des travaux de la commission.
En 1990, le Comité des Ministres du Conseil de l'Europe recommande une élimination du sexisme dans le langage.
Le 1er mars 2019, l'Académie française s'est prononcée en faveur de la féminisation des noms de métiers et de fonctions. Elle publie à ce titre un rapport qui n'a pas pour vocation d'établir des règles mais d'étudier les usages dans la langue française. Ce rapport explore donc les différentes formes possibles pour une féminisation des noms de métiers et de fonctions.

#### AuQuébec
L’utilisation de titres équivalents au féminin est vastement répandue, très acceptée et parfois même obligatoire dans la vie professionnelle québécoise, y compris bien des usages qui n’apparaissent que rarement en France tels que la docteure (bien que le féminin doctoresse existe déjà), la médecin, la gouverneure, la ministre, la première ministre, la mairesse (ou la maire), etc.
Dans l'écriture formelle, on retient grosso modo l'inclusion du féminin dans le masculin, souvent avec une remarque que c'est « dans le seul but d'alléger le texte ». Or, dans les discours polémiques, il est très commun d'entendre des doublures qui incluent explicitement les femmes, comme Québécoises et Québécois, tous et toutes, Ordre des infirmières et infirmiers du Québec, etc.
Un exemple notable du néologisme dans le but d’inclure les femmes s’est produit au Québec dans un syndicat qui a décidé de promulguer un néologisme épicène pour « professionnel ou professionnelle » sur le modèle de « fidèle » ; il est devenu la Fédération des professionnèles. Or cette solution, qui a reçu des réactions mixtes, se classe parmi les options très radicales, voire insolites, pour contrer le sexisme.
Les pratiques du féminin marqué ont souvent pris dans le texte des conventions collectives de cette province, des voies surprenantes dont on donnera ici un exemple:
« Des sarraus sont fournis aux techniciennes, aux techniciens, et aides-techniciennes, aides techniciens de l’audiovisuel et des laboratoires, aux salariées, salariés de la cafétéria, de la polycopie et de la reliure, aux magasinières, magasiniers, aux préposées principales, préposés principaux, aux préposées, préposés et aides-préposées, aides-préposés à l’audiovisuel et apparitrices, appariteurs et aux salariées, salariés dont le travail nécessite le port de ce vêtement et ce, même occasionnellement. »

## Insultes et discours sexistes
Natacha Henry estime que le langage dit sexiste est une forme d'abus sexuel.

### Insultes
Les appellations sexistes à l'encontre des femmes reprennent, dans leur formulation la plus crue, des mots inspirés du genre et des pratiques sexuelles (« sale pute », « vieille peau », « suceuse », etc.). Elles peuvent réduire la femme à un animal (« grosse vache »,« thon », « morue », « oie blanche », « poulette », etc.) ou à un objet (« cruche », « cageot », « planche à repasser »), quand elles ne la réduisent pas à sa seule fonction sexuelle (« c'est un bon coup/un mauvais coup ») avec quelquefois un regard autocritique quand sont évoquées les « mal baisées », expression qui serait le fait de « mauvaises langues ».

### Sexisme linguistique
Le sexisme de la langue dépasse le cadre des insultes et des appellations sexistes. Pour Suzanne Zaccour et Michaël Lessard, auteurs du Dictionnaire critique du sexisme linguistique, le sexisme linguistique touche également des expressions consacrées comme « langue maternelle » ou « abus sexuel ». Il renforce selon eux l'assignation des femmes à la sphère domestique, les dépossède de leur corps et participe à la banalisation des violences faites aux femmes.